# Calyptorhynchus lathami
La cacatúa lustrosa (Calyptorhynchus lathami) es una especie de ave de la familia de las cacatúas (Cacatuidae). Habita los bosques orientales de Australia. Existen tres subespecies distintas.